# أدب غاوتشو

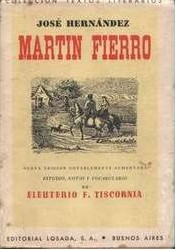
غلاف مارتن فييرو، الذي نشرته افتتاحية لوسادا في بوينس آيرس.

إن أدب غاوتشو والمعروف بإسم الغاوتشيسكو عبارة عن حركة أدبية تدعي لإستخدام لغة غاوتشو، من الممكن مقارنتها بلغة رعاة البقر الأمريكيين وهي تعكس عقليتهم مع أنه قد تم تحديد الأعمال السابقة على أنها غاوتشيسكو إلا أن الحركة نجحت وخصو صًا من سبعينات القرن التاسع عشر (1870) إلى عشرينات القرن العشرين (1920) في الأرجنتين وأوروغواي وجنوب البرازيل وبدأت الحركة تختفي بعد ذلك، على الرغم من استمرار كتابة بعض الأعمال. فمازالت أعمال الغاوتشيسكو تُقرأ وتُدرس كجزء مهم من التاريخ الأدبي الأرجنتيني.
نهضت الحركة عندما طوروا الكُتّاب فهمهم لهوياتهم الوطنية في تلك البلدان، يوجد ثلاثة شعراء عظماء في هذا المجال، وهم: خوسيه هيرنانديز وإستانيسلاو ديل كامبو وهيلاريو أسكاسوبي.
كان تأثير الموسيقى الشعبية واللغات المتعددة عادة محسوسة إلى حدٍ ما في الأدب الشّعبي، على سبيل المثال، في الشعر صاحب النكهة الشعبية لشاعر الأوروغواي غاوتشيسكو بارتولومي هيدالغو (1788-1822). ويمكن الشعور بقوة تدفق الروح الذي يمارسه غاوتشو على أعمال الكُتّاب اللاحقين الذين أحبوا المشهد الريفي للأرجنتين وأوروغواي، مثل ريكاردو غويرالديس وبينيتو لينش وإنريكي أموريم وهذا ينطبق حتى على أدب أوروغواي الأحدث.
مع محاولة مارك توين لإعادة إنتاج لهجة أولاد ميسوري والعبيد وما إلى ذلك، يطمح أدب الغاوتشيسكو في الواقع إلى استخدامه، لإدامة ما يزعم أنه اللغة الفعلية والأصلية للغاوتشو.

## أهم أعمال ومؤلفو أدب غاوتشو

### الشعر
- هيلاريو أسكاسوبي وسانتوس فيغا وتوأم الزهرة (1851)[1]
- إستانيسلاو ديل كامبو، فاوست (1866)[1]
- خوسيه هيرنانديز، مارتن فييرو (الجزء الأول 1872، الجزء الثاني 1879)[1]

- رافايل إلزادادو، سانتوس فيغا (1885)
- ليوبولدو لوغونيس "رومانسيات ديل ريو سيكو" "لا غيرا غوتشا" وغيرها.

- دلفينا بينينا دا كونها.[2]

### الروايات
- إدواردو غوتيريز، خوان موريرا (1880)[1]
- وليام هنري هدسون، الأرض الأرجوانية (1885) [3]
- بينيتو لينش
- رجل العظام الإنجليزي (1924)[1]
- رومانسية غاوتشو (1930)[1]
- ريكاردو غويرالديس، دون سيغوندو سومبرا(1926)[1]

### كُتّاب أرجنتينيون آخرون
بالترتيب الزمني حسب سنة الميلاد:
- خوان جودوي (1793-1864)[1]
- دومينغو فاوستينو سارمينتو (1811-1888)[1]

### كُتّاب أوروغواي آخرون
- بارتولومي هيدالغو (1788-1822)[1]
- إدواردو أسيفيدو دياز (1851-1921)[1]
- خافيير دي فيانا (1868-1926)[1]
- جوستينو زافالا مونيز (1898-1968)[1]
- سيرافين ج. جارسيا.
- ألسيدس دي ماريا.
- وقف أوروسمان.
- وينسيسلاو فاريلا.